# グレン・ヒーセン
グレン・ヒーセン（Glenn Ingvar Hysén, 1959年10月30日 -）は、スウェーデン出身の元サッカー選手。ポジションはDF。

## 経歴
IFKヨーテボリで選手キャリアをスタートさせると、強さと速さを併せ持つ冷静沈着なセンターバックとしての評価を確立し、1982年にUEFAカップ制覇に貢献すると翌1983年にはスウェーデン年間最優秀選手賞を受賞した。この活躍により1983年にはオランダのPSVアイントホーフェンへ移籍するが、1985年にIFKヨーテボリへ復帰。1987年に再びUEFAカップを制すると2度目のスウェーデン年間最優秀選手賞を受賞した。その後イタリアのフィオレンティーナを経て、1989年にイングランドのリヴァプールFCへ移籍。リヴァプールでは1990年のフットボールリーグ1部（当時のイングランドのトップディヴィジョン）制覇に貢献した。
スウェーデン代表としては1981年から1990年の間に国際Aマッチ68試合出場7得点を記録した。1989年のFIFAワールドカップ・イタリア大会予選では中心選手として予選突破に貢献。イングランドと同じ組に入る厳しい組み合わせながら1位で予選を通過した事でダークホースの一角に挙げられていたが、翌1990年の本大会では3戦全敗に終わった。
引退後はサッカー解説者やテレビ番組への出演（サッカー未経験者を特訓するリアリティ番組でコーチの役）など幅広く活躍している。また彼の3人の息子（トビアス、アレキサンダー、アントン）もサッカー選手として活躍している。

## 獲得タイトル

### クラブ
- スウェーデン選手権: 3回（1982, 1983, 1987）
- UEFAカップ: 2回（1982, 1987）
- チャリティーシールド: 2回（1989, 1990)
- フットボールリーグ1部: 1回（1990）

### 個人タイトル
- グルドボレン: 2回（1983, 1988)